# La Paz megye (Salvador)
La Paz (nevének jelentése: „a béke”) Salvador egyik megyéje. Az ország középső–déli részén terül el. Székhelye Zacatecoluca.

## Földrajz
Az ország középső–déli részén elterülő megye nyugaton egy rövid szakaszon La Libertad, északnyugaton San Salvador, északon Cuscatlán, keleten San Vicente megyével, délen pedig a Csendes-óceánnal határos. Cuscatlán és San Salvador megyékkel alkotott hármashatárán található az ország legnagyobb tava, az Ilopango-tó.

## Népesség
Ahogy egész Salvadorban, a népesség növekedése La Paz megyében is gyors. A változásokat szemlélteti az alábbi táblázat:
| Év   | Lakosság |
| ---- | -------- |
| 1971 | 181 929  |
| 1992 | 245 915  |
| 2007 | 308 087  |